# 席法友
席法友（5世紀—517年），安定郡临泾县（今甘肃省庆阳市镇原县）人，南齐、北魏官员。

## 生平
席法友的祖父和父亲南奔，席法友在南齐做官，以气力参军立下功勋，升任安丰郡、北新蔡郡二郡太守、建安戍主，萧宝卷派遣胡景略取代了他的职务。席法友于是就留在寿春，与裴叔业一起谋划归附北魏，军队还未渡过淮河，裴叔业因病去世，他的同僚同谋大多推举司马李元护监理州事，谋划一两天仍然定不下来，只有席法友、柳玄达、杨令宝等几人考虑李元护不是自己的同乡，恐有异心，就一致推举裴叔业的侄子裴植监理州事。席法友在归附后被任命为豫州刺史。景明元年（500年），席法友出任冠军将军、豫州刺史，封苞信县开国伯，食邑一千户。当年夏天，魏宣武帝元恪诏令席法友率领三万兵马进攻南梁的建安城，南梁死了一万多人，经过上百天也没有援兵来救援，最终被北魏军队攻克，南梁辅国将军胡景略被俘虏。不久席法友转任冠军将军、华州刺史，还未上任，改任并州刺史，一年多后由他人替代回京。梁武帝萧衍派遣将军杨公则进攻北魏的扬州，北魏派遣席法友代理征虏将军前往讨伐，席法友还没到扬州，杨公则就已经败退。席法友后代理前将军、持节，担任别将从淮南出发，准备解朐山之围。席法友才渡过淮河，朐山已经被南梁攻陷，席法友于是十多年没有受到朝廷的任用。席法友恬静自处，不争权夺利。魏宣武帝元恪末年，席法友以冠军将军担任济州刺史，在济州以安宁和清廉而著称，改封乘氏县开国伯。魏孝明帝元诩初年，席法友任光禄大夫。熙平二年（517年），席法友去世，朝廷赠予平西将军、秦州刺史，赠予帛三百匹，谥号襄侯。

## 家族

### 儿子
- 席景通，北魏司空掾、镇军将军、乘氏县伯
- 席景蔚，北魏骁骑将军

## 延伸阅读
[在维基数据编辑]
 《魏書/卷71》，出自魏收《魏书》
 《北史·卷045》，出自李延壽《北史》